# Österreichische Badmintonmeisterschaft 1977
Die Österreichische Badmintonmeisterschaft 1977 fand Anfang 1977 in Traun statt. Es war die 20. Auflage der Badmintonmeisterschaften von Österreich.

## Titelträger
| Disziplin    | Sieger                           |
| ------------ | -------------------------------- |
| Herreneinzel | Hermann Fröhlich                 |
| Dameneinzel  | Renate Dietrich                  |
| Herrendoppel | Johann Ratheyser Gerald Hofegger |
| Damendoppel  | Hilde Kreulitsch Renate Dietrich |
| Mixed        | Ernst Stingl Hilde Kreulitsch    |